# Bagna Izbickie
Rezerwat przyrody Bagna Izbickie – torfowiskowy rezerwat przyrody położony na południe od jeziora Łebsko, w   gminie Główczyce w województwie pomorskim.
Został utworzony w roku 1982 i początkowo zajmował powierzchnię 281,18 ha. W 2008 roku został powiększony do 847,51 ha. Wokół rezerwatu została wyznaczona otulina o powierzchni 1968,18 ha.
Rezerwat graniczy ze Słowińskim Parkiem Narodowym i leży w jego otulinie. Jednocześnie znaczna część rezerwatu leży w obrębie obszaru mającego znaczenie dla Wspólnoty (projektowanego specjalnego obszaru ochrony siedlisk) „Bagna Izbickie” (kod obszaru PLH220001), utworzonego w 2008 roku w ramach sieci Natura 2000 i zajmującego powierzchnię 786,35 ha.
Celem ochrony przyrody w rezerwacie jest zachowanie rozległego torfowiska wysokiego typu bałtyckiego z występującymi na nim ekosystemami wrzosowiskowymi, mszarnymi, bagiennymi i leśnymi. Znajdują się tu stanowiska licznych gatunków roślin podlegających ochronie (m.in. wrzosiec bagienny, woskownica europejska, rosiczka okrągłolistna, przygiełka biała, turzyca bagienna, modrzewnica, bażyna czarna i bagno zwyczajne). Płaty wrzosowisk atlantyckich z wrzoścem bagiennym należą do największych i najpiękniejszych w Polsce.
Rezerwat posiada plan ochrony zatwierdzony w 2007 roku. Według tego planu cały obszar rezerwatu podlega ochronie czynnej.
Na terenie rezerwatu zbudowano dla celów edukacyjno-turystycznych platformę widokową.
Najbliższe miejscowości to Izbica i Ciemino.